# Anar
Anar, občanským jménem Anar Rəsul oğlu Rzayev (* 14. března, 1938, Baku, Ázerbájdžánská sovětská socialistická republika, Sovětský svaz) je ázerbájdžánský spisovatel, scenárista a režisér.

## Život
Anar Rzayev se narodil do umělecké rodiny, otec Rasul Rza i matka Nigar Rafibeyli psali poezii. Nejprve studoval na konzervatoři v Baku, kterou absolvoval s vyznamenáním v roce 1955. Téhož roku zahájil studium filologie na Státní univerzitě v Baku. Posléze absolvoval kurzy režie a scenáristiky v Moskvě. Od roku 1968 působil jako šéfredaktor almanachu Gobustán (Qobustan).
V roce 1991 byl zvolen předsedou Ázerbájdžánského svazu spisovatelů.
Anar Rzayev se také angažoval v politice, v letech 1995-2000 byl poslancem ázerbájdžánského Národního shromáždění.

## Dílo
Anar začal publikovat v 60. letech 20. století. Časopisecky vyšly jeho první povídky "V očekávání prázdnin" (Bayram Həsrətində) a "Poslední noc odcházejícího roku" (Keçən ilin son gecəsi). Posledně zmíněná povídka byla v roce 1983 zfilmována (Ötən ilin son gecəsi) podle Anarova scénáře. Vypráví melancholický příběh starší ženy, jež o silvestrovské noci otevřeně hovoří o svém osudu. Dokázala uhájit postavení svobodné matky a houževnatě bránila rodinné hodnoty. Přes svůj mladý věk zde Anar dokázal barvitě vystihnout osamění žen, jejichž děti vyrostou a rozprchnou se do světa.
V jeho dílech se svébytným způsobem propojuje národní tradice s kulturami Západu i Východu. Spisovatel se zaměřuje na morální a filozofické otázky globálního významu, proto je jeho dílo přístupné mezinárodnímu čtenářstvu. Anar je vtipný pozorovatel, který tematizuje život a smrt, laskavost, lidskost a obyčejné lidské city. Jeho literárními postavami jsou současní lidé, kteří čelí řadě problémů, jež přináší tradiční výchova a mentalita.
Více než 60 knih bylo přeloženo do cizích jazyků a byly vydány v zahraničí. Anarovy hry jsou pravidelně uváděny zejména na domácích scénách. Dále je autorem scénářů 15 celovečerních filmů. Tři z nich sám režíroval. Natočil také více než desítku dokumentárních a televizních filmů.
Téměř všechna jeho díla - jak prozaická, tak filmová - byla zpočátku přijímána s nedůvěrou až opovržením, a teprve po několika letech zaujala přední místo na ázerbájdžánské kulturní scéně.
Anar je mistrem drobných forem. Mezi nejznámější patří povídky Deštivá noc (Yağışlı gecə, 1960), Abeceda (Əlifba, 1967), Já, ty, on a telefon (Mən, sən, o və telefon, 1967), Příběh dobrého krále (Yaxşı padşahın nağılı, 1970), Letní dny ve městě (Şəhərin yay günləri), Přestalo pršet (Yağış kəsdi), Bílý beran, černý beran (Ağ qoç, Qara qoç, 2003) a další.
Česky vyšel v roce 1980 svazek dvou novel: "Kruh" a "Páté poschodí čtyřpatrového domu" (titulní).